# Badminton na Letnich Igrzyskach Olimpijskich 2024 – singel mężczyzn
Turniej gry pojedynczej mężczyzn w badmintonie podczas XXXIII Letnich Igrzysk Olimpijskich w Paryżu został rozegrany w dniach od 27 lipca do 5 sierpnia 2024 roku w Arena Porte de la Chapelle. W rywalizacji wzięło udział 41 zawodników.

## Zasady turnieju
Sportowcy zostali podzieleni na trzyosobowe grupy. w których rywalizowano systemem każdy z każdym. Zwycięzcy grup awansowali do 1/8 finału. Od tego czasu rywalizacja przybrała formę pucharową. Zwycięzcy awansowali do kolejnej rundy, a przegrani odpadali z rywalizacji. W trakcie całego turnieju mecze rozgrywane były do dwóch zwycięskich setów. Set kończył się, gdy zawodnik uzyskiwał 21 punktów i jednocześnie miał co najmniej dwa punkty przewagi nad rywalem.

## Rozstawieni zawodnicy
1. Shi Yuqi
2. Viktor Axelsen
3. Jonatan Christie
4. Anders Antonsen
5. Kodai Naraoka
6. Li Shifeng
7. Lee Zii Jia
8. Kunlavut Vitidsarn
9. Anthony Sinisuka Ginting
10. Loh Kean Yew
11. Kenta Nishimoto
12. Chou Tien-chen
13. Prannoy H. S.

## Faza grupowa

### Grupa A
| Lp. | Zawodnik            | M | Z | P | S+ | S- | S+/- | P+ | P- | P+/- | Pkt | Kwalifikacja        |
| --- | ------------------- | - | - | - | -- | -- | ---- | -- | -- | ---- | --- | ------------------- |
| 1   | Shi Yuqi (CHN)      | 1 | 1 | 0 | 2  | 0  | +2   | 42 | 19 | +23  | 1   | Awans do 1/4 finału |
| 2   | Giovanni Toti (ITA) | 1 | 0 | 1 | 0  | 2  | −2   | 19 | 42 | −23  | 0   |                     |
| 3   | Sören Opti (SUR)    | 0 | 0 | 0 | 0  | 0  | 0    | 0  | 0  | 0    | 0   | Wycofał się         |

1. ↑  Sören Opti wycofał się z turnieju.

| Data     | Czas  | Zawodnik 1    | Wynik | Zawodnik 2    | Set 1 | Set 2 | Set 3 | Raport |
| -------- | ----- | ------------- | ----- | ------------- | ----- | ----- | ----- | ------ |
| 27 lipca | 11:00 | Shi Yuqi      | 2–0   | Sören Opti    | 21–5  | 21–7  |       | Raport |
| 29 lipca | 10:10 | Giovanni Toti | Krecz | Sören Opti    | 21–8  | 4–1r  |       | Raport |
| 31 lipca | 11:00 | Shi Yuqi      | 2–0   | Giovanni Toti | 21–9  | 21–10 |       | Raport |

### Grupa C
| Lp. | Zawodnik                 | M | Z | P | S+ | S- | S+/- | P+ | P- | P+/- | Pkt | Kwalifikacja        |
| --- | ------------------------ | - | - | - | -- | -- | ---- | -- | -- | ---- | --- | ------------------- |
| 1   | Kunlavut Vitidsarn (THA) | 1 | 1 | 0 | 2  | 0  | +2   | 42 | 21 | +21  | 1   | Awans do 1/8 finału |
| 2   | Julien Paul (MRI)        | 1 | 0 | 1 | 0  | 2  | −2   | 21 | 42 | −21  | 0   |                     |
| 3   | Kalle Koljonen (FIN)     | 0 | 0 | 0 | 0  | 0  | 0    | 0  | 0  | 0    | 0   | Wycofał się         |

1. ↑  Kalle Koljonen wycofał się z turnieju.

| Data     | Czas  | Zawodnik 1         | Wynik | Zawodnik 2     | Set 1 | Set 2 | Set 3 | Raport |
| -------- | ----- | ------------------ | ----- | -------------- | ----- | ----- | ----- | ------ |
| 27 lipca | 11:00 | Kunlavut Vitidsarn | 2–0   | Julien Paul    | 21–9  | 21–12 |       | Raport |
| 29 lipca | 09:20 | Kalle Koljonen     | 2–0   | Julien Paul    | 21–9  | 21–10 |       | Raport |
| 31 lipca | 10:10 | Kunlavut Vitidsarn | Krecz | Kalle Koljonen | 21–4  | 8–0r  |       | Report |

### Grupa D
| Lp. | Zawodnik              | M | Z | P | S+ | S- | S+/- | P+ | P- | P+/- | Pkt | Kwalifikacja        |
| --- | --------------------- | - | - | - | -- | -- | ---- | -- | -- | ---- | --- | ------------------- |
| 1   | Kenta Nishimoto (JPN) | 2 | 2 | 0 | 4  | 0  | +4   | 84 | 48 | +36  | 2   | Awans do 1/8 finału |
| 2   | Brian Yang (CAN)      | 2 | 1 | 1 | 2  | 2  | 0    | 74 | 70 | +4   | 1   |                     |
| 3   | Dmitrij Panarin (KAZ) | 2 | 0 | 2 | 0  | 4  | −4   | 44 | 84 | −40  | 0   |                     |

| Data     | Czas  | Zawodnik 1      | Wynik | Zawodnik 2      | Set 1 | Set 2 | Set 3 | Raport |
| -------- | ----- | --------------- | ----- | --------------- | ----- | ----- | ----- | ------ |
| 28 lipca | 08:30 | Kenta Nishimoto | 2–0   | Dmitrij Panarin | 21–5  | 21–11 |       | Raport |
| 29 lipca | 15:40 | Brian Yang      | 2–0   | Dmitrij Panarin | 21–18 | 21–10 |       | Raport |
| 31 lipca | 14:50 | Kenta Nishimoto | 2–0   | Brian Yang      | 21–14 | 21–18 |       | Report |

### Grupa E
| Lp. | Zawodnik                        | M | Z | P | S+ | S- | S+/- | P+ | P- | P+/- | Pkt | Kwalifikacja        |
| --- | ------------------------------- | - | - | - | -- | -- | ---- | -- | -- | ---- | --- | ------------------- |
| 1   | Anders Antonsen (DEN)           | 2 | 2 | 0 | 4  | 0  | +4   | 84 | 52 | +32  | 2   | Awans do 1/4 finału |
| 2   | Ade Resky Dwicahyo (AZE)        | 2 | 1 | 1 | 2  | 2  | 0    | 66 | 71 | −5   | 1   |                     |
| 3   | Collins-Valentine Filimon (AUT) | 2 | 0 | 2 | 0  | 4  | −4   | 57 | 84 | −27  | 0   |                     |

| Data     | Czas  | Zawodnik 1         | Wynik | Zawodnik 2                | Set 1 | Set 2 | Set 3 | Raport |
| -------- | ----- | ------------------ | ----- | ------------------------- | ----- | ----- | ----- | ------ |
| 28 lipca | 19:30 | Anders Antonsen    | 2–0   | Collins-Valentine Filimon | 21–10 | 21–18 |       | Raport |
| 29 lipca | 20:20 | Ade Resky Dwicahyo | 2–0   | Collins-Valentine Filimon | 21–18 | 21–11 |       | Raport |
| 31 lipca | 16:30 | Anders Antonsen    | 2–0   | Ade Resky Dwicahyo        | 21–10 | 21–14 |       | Raport |

### Grupa G
| Lp. | Zawodnik                | M | Z | P | S+ | S- | S+/- | P+ | P- | P+/- | Pkt | Kwalifikacja        |
| --- | ----------------------- | - | - | - | -- | -- | ---- | -- | -- | ---- | --- | ------------------- |
| 1   | Lee Zii Jia (MAS)       | 2 | 2 | 0 | 4  | 0  | +4   | 84 | 49 | +35  | 2   | Awans do 1/8 finału |
| 2   | Pablo Abián (ESP)       | 2 | 1 | 1 | 2  | 2  | 0    | 65 | 70 | −5   | 1   |                     |
| 3   | Viren Nettasinghe (SRI) | 2 | 0 | 2 | 0  | 4  | −4   | 54 | 84 | −30  | 0   |                     |

| Data     | Czas  | Zawodnik 1  | Wynik | Zawodnik 2        | Set 1 | Set 2 | Set 3 | Raport |
| -------- | ----- | ----------- | ----- | ----------------- | ----- | ----- | ----- | ------ |
| 28 lipca | 10:10 | Lee Zii Jia | 2–0   | Viren Nettasinghe | 21–14 | 21–12 |       | Raport |
| 30 lipca | 08:30 | Pablo Abián | 2–0   | Viren Nettasinghe | 21–9  | 21–19 |       | Raport |
| 31 lipca | 14:50 | Lee Zii Jia | 2–0   | Pablo Abián       | 21–10 | 21–13 |       | Raport |

### Grupa H
| Lp. | Zawodnik                       | M | Z | P | S+ | S- | S+/- | P+  | P- | P+/- | Pkt | Kwalifikacja        |
| --- | ------------------------------ | - | - | - | -- | -- | ---- | --- | -- | ---- | --- | ------------------- |
| 1   | Toma Junior Popov (FRA) (H)    | 2 | 2 | 0 | 4  | 1  | +3   | 101 | 78 | +23  | 2   | Awans do 1/8 finału |
| 2   | Anthony Sinisuka Ginting (INA) | 2 | 1 | 1 | 3  | 2  | +1   | 97  | 81 | +16  | 1   |                     |
| 3   | Howard Shu (USA)               | 2 | 0 | 2 | 0  | 4  | −4   | 45  | 84 | −39  | 0   |                     |

| Data     | Czas  | Zawodnik 1               | Wynik | Zawodnik 2        | Set 1 | Set 2 | Set 3 | Raport |
| -------- | ----- | ------------------------ | ----- | ----------------- | ----- | ----- | ----- | ------ |
| 28 lipca | 14:00 | Anthony Sinisuka Ginting | 2–0   | Howard Shu        | 21–14 | 21–8  |       | Raport |
| 30 lipca | 10:10 | Toma Junior Popov        | 2–0   | Howard Shu        | 21–11 | 21–12 |       | Raport |
| 31 lipca | 16:30 | Anthony Sinisuka Ginting | 1–2   | Toma Junior Popov | 19–21 | 21–17 | 15–21 | Raport |

### Grupa I
| Lp. | Zawodnik                 | M | Z | P | S+ | S- | S+/- | P+ | P- | P+/- | Pkt | Kwalifikacja        |
| --- | ------------------------ | - | - | - | -- | -- | ---- | -- | -- | ---- | --- | ------------------- |
| 1   | Chou Tien-chen (TPE)     | 2 | 2 | 0 | 4  | 0  | +4   | 84 | 61 | +23  | 2   | Awans do 1/8 finału |
| 2   | Lee Cheuk Yiu (HKG)      | 2 | 1 | 1 | 2  | 3  | −1   | 88 | 85 | +3   | 1   |                     |
| 3   | Luis Ramón Garrido (MEX) | 2 | 0 | 2 | 1  | 4  | −3   | 73 | 99 | −26  | 0   |                     |

| Data     | Czas  | Zawodnik 1     | Wynik | Zawodnik 2         | Set 1 | Set 2 | Set 3 | Raport |
| -------- | ----- | -------------- | ----- | ------------------ | ----- | ----- | ----- | ------ |
| 28 lipca | 16:30 | Chou Tien-chen | 2–0   | Luis Ramón Garrido | 21–17 | 21–13 |       | Raport |
| 30 lipca | 15:40 | Lee Cheuk Yiu  | 2–1   | Luis Ramón Garrido | 21–5  | 15–21 | 21–17 | Raport |
| 31 lipca | 15:40 | Chou Tien-chen | 2–0   | Lee Cheuk Yiu      | 21–18 | 21–13 |       | Report |

### Grupa J
| Lp. | Zawodnik             | M | Z | P | S+ | S- | S+/- | P+ | P- | P+/- | Pkt | Kwalifikacja        |
| --- | -------------------- | - | - | - | -- | -- | ---- | -- | -- | ---- | --- | ------------------- |
| 1   | Kodai Naraoka (JPN)  | 2 | 2 | 0 | 4  | 0  | +4   | 84 | 61 | +23  | 2   | Awans do 1/8 finału |
| 2   | Jeon Hyeok-jin (KOR) | 2 | 1 | 1 | 2  | 2  | 0    | 68 | 73 | −5   | 1   |                     |
| 3   | Ygor Coelho (BRA)    | 2 | 0 | 2 | 0  | 4  | −4   | 66 | 84 | −18  | 0   |                     |

| Data     | Czas  | Zawodnik 1     | Wynik | Zawodnik 2     | Set 1 | Set 2 | Set 3 | Raport |
| -------- | ----- | -------------- | ----- | -------------- | ----- | ----- | ----- | ------ |
| 28 lipca | 15:40 | Kodai Naraoka  | 2–0   | Ygor Coelho    | 21–16 | 21–19 |       | Raport |
| 30 lipca | 14:50 | Jeon Hyeok-jin | 2–0   | Ygor Coelho    | 21–12 | 21–19 |       | Raport |
| 31 lipca | 14:00 | Kodai Naraoka  | 2–0   | Jeon Hyeok-jin | 21–10 | 21–16 |       | Raport |

### Grupa K
| Lp. | Zawodnik            | M | Z | P | S+ | S- | S+/- | P+  | P- | P+/- | Pkt | Kwalifikacja        |
| --- | ------------------- | - | - | - | -- | -- | ---- | --- | -- | ---- | --- | ------------------- |
| 1   | Prannoy H. S. (IND) | 2 | 2 | 0 | 4  | 1  | +3   | 100 | 74 | +26  | 2   | Awans do 1/8 finału |
| 2   | Lê Đức Phát (VIE)   | 2 | 1 | 1 | 3  | 2  | +1   | 86  | 78 | +8   | 1   |                     |
| 3   | Fabian Roth (GER)   | 2 | 0 | 2 | 0  | 4  | −4   | 50  | 84 | −34  | 0   |                     |

| Data     | Czas  | Zawodnik 1    | Wynik | Zawodnik 2  | Set 1 | Set 2 | Set 3 | Raport |
| -------- | ----- | ------------- | ----- | ----------- | ----- | ----- | ----- | ------ |
| 28 lipca | 16:30 | Prannoy H. S. | 2–0   | Fabian Roth | 21–18 | 21–12 |       | Raport |
| 30 lipca | 20:20 | Lê Đức Phát   | 2–0   | Fabian Roth | 21–10 | 21–10 |       | Raport |
| 31 lipca | 19:30 | Prannoy H. S. | 2–1   | Lê Đức Phát | 16–21 | 21–11 | 21–12 | Report |

### Grupa L
| Lp. | Zawodnik               | M | Z | P | S+ | S- | S+/- | P+ | P-  | P+/- | Pkt | Kwalifikacja        |
| --- | ---------------------- | - | - | - | -- | -- | ---- | -- | --- | ---- | --- | ------------------- |
| 1   | Lakshya Sen (IND)      | 2 | 2 | 0 | 4  | 0  | +4   | 84 | 63  | +21  | 2   | Awans do 1/8 finału |
| 2   | Jonatan Christie (INA) | 2 | 1 | 1 | 2  | 3  | −1   | 90 | 90  | 0    | 1   |                     |
| 3   | Julien Carraggi (BEL)  | 2 | 0 | 2 | 1  | 4  | −3   | 81 | 102 | −21  | 0   |                     |
| 4   | Kevin Cordón (GUA)     | 0 | 0 | 0 | 0  | 0  | 0    | 0  | 0   | 0    | 0   | Wycofał się         |

1. ↑  Kevin Cordon wycofał się z turnieju.

| Data     | Czas  | Zawodnik 1       | Wynik | Zawodnik 2      | Set 1 | Set 2 | Set 3 | Raport |
| -------- | ----- | ---------------- | ----- | --------------- | ----- | ----- | ----- | ------ |
| 27 lipca | 15:40 | Lakshya Sen      | 2–0   | Kevin Cordón    | 21–8  | 22–20 |       | Raport |
| 27 lipca | 16:30 | Jonatan Christie | 2–1   | Julien Carraggi | 18–21 | 21–11 | 21–16 | Raport |
| 29 lipca | 14:00 | Lakshya Sen      | 2–0   | Julien Carraggi | 21–19 | 21–14 |       | Raport |
| 31 lipca | 10:10 | Jonatan Christie | 0–2   | Lakshya Sen     | 18–21 | 12–21 |       | Raport |

### Grupa M
| Lp. | Zawodnik            | M | Z | P | S+ | S- | S+/- | P+ | P- | P+/- | Pkt | Kwalifikacja        |
| --- | ------------------- | - | - | - | -- | -- | ---- | -- | -- | ---- | --- | ------------------- |
| 1   | Loh Kean Yew (SGP)  | 2 | 2 | 0 | 4  | 0  | +4   | 84 | 52 | +32  | 2   | Awans do 1/8 finału |
| 2   | Jan Louda (CZE)     | 2 | 1 | 1 | 2  | 2  | 0    | 65 | 64 | +1   | 1   |                     |
| 3   | Uriel Canjura (ESA) | 2 | 0 | 2 | 0  | 4  | −4   | 51 | 84 | −33  | 0   |                     |

| Data     | Czas  | Zawodnik 1    | Wynik | Zawodnik 2    | Set 1 | Set 2 | Set 3 | Raport |
| -------- | ----- | ------------- | ----- | ------------- | ----- | ----- | ----- | ------ |
| 28 lipca | 20:20 | Loh Kean Yew  | 2–0   | Jan Louda     | 21–13 | 21–10 |       | Raport |
| 30 lipca | 19:30 | Uriel Canjura | 0–2   | Jan Louda     | 12–21 | 10–21 |       | Raport |
| 31 lipca | 20:20 | Loh Kean Yew  | 2–0   | Uriel Canjura | 21–13 | 21–16 |       | Raport |

### Grupa N
| Lp. | Zawodnik                       | M | Z | P | S+ | S- | S+/- | P+ | P- | P+/- | Pkt | Kwalifikacja        |
| --- | ------------------------------ | - | - | - | -- | -- | ---- | -- | -- | ---- | --- | ------------------- |
| 1   | Li Shifeng (CHN)               | 2 | 2 | 0 | 4  | 0  | +4   | 84 | 60 | +24  | 2   | Awans do 1/8 finału |
| 2   | Tobias Künzi (SUI)             | 2 | 1 | 1 | 2  | 2  | 0    | 69 | 76 | −7   | 1   |                     |
| 3   | Anuoluwapo Juwon Opeyori (NGR) | 2 | 0 | 2 | 0  | 4  | −4   | 68 | 85 | −17  | 0   |                     |

| Data     | Czas  | Zawodnik 1               | Wynik | Zawodnik 2               | Set 1 | Set 2 | Set 3 | Raport |
| -------- | ----- | ------------------------ | ----- | ------------------------ | ----- | ----- | ----- | ------ |
| 28 lipca | 11:00 | Li Shifeng               | 2–0   | Tobias Künzi             | 21–13 | 21–13 |       | Raport |
| 30 lipca | 19:30 | Anuoluwapo Juwon Opeyori | 0–2   | Tobias Künzi             | 20–22 | 14–21 |       | Raport |
| 31 lipca | 20:20 | Li Shifeng               | 2–0   | Anuoluwapo Juwon Opeyori | 21–17 | 21–17 |       | Report |

### Grupa P
| Lp. | Zawodnik              | M | Z | P | S+ | S- | S+/- | P+  | P-  | P+/- | Pkt | Kwalifikacja        |
| --- | --------------------- | - | - | - | -- | -- | ---- | --- | --- | ---- | --- | ------------------- |
| 1   | Viktor Axelsen (DEN)  | 3 | 3 | 0 | 6  | 0  | +6   | 126 | 57  | +69  | 3   | Awans do 1/4 finału |
| 2   | Nhat Nguyen (IRL)     | 3 | 2 | 1 | 4  | 3  | +1   | 126 | 105 | +21  | 2   |                     |
| 3   | Misha Zilberman (ISR) | 3 | 1 | 2 | 3  | 4  | −1   | 113 | 125 | −12  | 1   |                     |
| 4   | Prince Dahal (NEP)    | 3 | 0 | 3 | 0  | 6  | −6   | 48  | 126 | −78  | 0   |                     |

| Data     | Czas  | Zawodnik 1      | Wynik | Zawodnik 2      | Set 1 | Set 2 | Set 3 | Raport |
| -------- | ----- | --------------- | ----- | --------------- | ----- | ----- | ----- | ------ |
| 27 lipca | 21:10 | Nhat Nguyen     | 2–1   | Misha Zilberman | 21–17 | 19–21 | 21–13 | Raport |
| 27 lipca | 21:10 | Viktor Axelsen  | 2–0   | Prince Dahal    | 21–8  | 21–6  |       | Raport |
| 29 lipca | 21:10 | Nhat Nguyen     | 2–0   | Prince Dahal    | 21–7  | 21–5  |       | Raport |
| 29 lipca | 22:00 | Viktor Axelsen  | 2–0   | Misha Zilberman | 21–9  | 21–11 |       | Raport |
| 31 lipca | 09:20 | Misha Zilberman | 2–0   | Prince Dahal    | 21–12 | 21–10 |       | Raport |
| 31 lipca | 09:20 | Viktor Axelsen  | 2–0   | Nhat Nguyen     | 21–13 | 21–10 |       | Raport |

## Faza pucharowa
|  |            |                    |            |                    |            |    |    |                    |                    |                   |                   |                   |                   |                   |           |           |           |           |           |  |  |       |       |       |       |       |
|  | 1/8 finału | 1/8 finału         | 1/8 finału | 1/8 finału         | 1/8 finału |    |    | Ćwierćfinały       | Ćwierćfinały       | Ćwierćfinały      | Ćwierćfinały      | Ćwierćfinały      |                   |                   | Półfinały | Półfinały | Półfinały | Półfinały | Półfinały |  |  | Finał | Finał | Finał | Finał | Finał |
|  | 1/8 finału | 1/8 finału         | 1/8 finału | 1/8 finału         | 1/8 finału |    |    | Ćwierćfinały       | Ćwierćfinały       | Ćwierćfinały      | Ćwierćfinały      | Ćwierćfinały      |                   |                   | Półfinały | Półfinały | Półfinały | Półfinały | Półfinały |  |  | Finał | Finał | Finał | Finał | Finał |
|  |            |                    |            |                    |            |    |    |                    |                    |                   |                   |                   |                   |                   |           |           |           |           |           |  |  |       |       |       |       |       |
|  |            |                    |            |                    |            |    |    |                    |                    |                   |                   |                   |                   |                   |           |           |           |           |           |  |  |       |       |       |       |       |
|  |            |                    |            |                    |            |    |    |                    |                    |                   |                   |                   |                   |                   |           |           |           |           |           |  |  |       |       |       |       |       |
|  |            |                    |            |                    |            |    |    |                    |                    |                   |                   |                   |                   |                   |           |           |           |           |           |  |  |       |       |       |       |       |
|  |            |                    |            |                    |            |    |    |                    |                    |                   |                   |                   |                   |                   |           |           |           |           |           |  |  |       |       |       |       |       |
|  | A1         | Shi Yuqi           | 12         | 10                 |            |    |    |                    |                    |                   |                   |                   |                   |                   |           |           |           |           |           |  |  |       |       |       |       |       |
|  | A1         | Shi Yuqi           | 12         | 10                 |            |    |    |                    |                    |                   |                   |                   |                   |                   |           |           |           |           |           |  |  |       |       |       |       |       |
|  |            |                    | C1         | Kunlavut Vitidsarn | 21         | 21 |    |                    |                    |                   |                   |                   |                   |                   |           |           |           |           |           |  |  |       |       |       |       |       |
|  | C1         | Kunlavut Vitidsarn | C1         | Kunlavut Vitidsarn | 21         | 21 | 16 | 21                 | 21                 |                   |                   |                   |                   |                   |           |           |           |           |           |  |  |       |       |       |       |       |
|  | C1         | Kunlavut Vitidsarn |            |                    |            |    |    |                    |                    |                   |                   |                   |                   |                   |           |           |           |           |           |  |  |       |       |       |       |       |
|  | D1         | Kenta Nishimoto    | 21         | 14                 | 12         |    |    |                    |                    |                   |                   |                   |                   |                   |           |           |           |           |           |  |  |       |       |       |       |       |
|  | D1         | Kenta Nishimoto    | 21         | 14                 | 12         |    |    | C1                 | Kunlavut Vitidsarn | 21                | 21                |                   |                   |                   |           |           |           |           |           |  |  |       |       |       |       |       |
|  |            |                    |            |                    |            |    |    |                    |                    |                   |                   |                   |                   |                   |           |           |           |           |           |  |  |       |       |       |       |       |
|  |            |                    | G1         | Lee Zii Jia        | 14         | 15 |    |                    |                    |                   |                   |                   |                   |                   |           |           |           |           |           |  |  |       |       |       |       |       |
|  |            |                    |            |                    |            | 15 |    |                    |                    |                   |                   |                   |                   |                   |           |           |           |           |           |  |  |       |       |       |       |       |
|  |            |                    |            |                    |            |    |    |                    |                    |                   |                   |                   |                   |                   |           |           |           |           |           |  |  |       |       |       |       |       |
|  |            |                    |            |                    |            |    |    |                    |                    |                   |                   |                   |                   |                   |           |           |           |           |           |  |  |       |       |       |       |       |
|  | E1         | Anders Antonsen    | 17         | 15                 |            |    |    |                    |                    |                   |                   |                   |                   |                   |           |           |           |           |           |  |  |       |       |       |       |       |
|  | E1         | Anders Antonsen    | 17         | 15                 |            |    |    |                    |                    |                   |                   |                   |                   |                   |           |           |           |           |           |  |  |       |       |       |       |       |
|  |            |                    | G1         | Lee Zii Jia        | 21         | 21 |    |                    |                    |                   |                   |                   |                   |                   |           |           |           |           |           |  |  |       |       |       |       |       |
|  | G1         | Lee Zii Jia        | G1         | Lee Zii Jia        | 21         | 21 | 21 | 24                 |                    |                   |                   |                   |                   |                   |           |           |           |           |           |  |  |       |       |       |       |       |
|  | G1         | Lee Zii Jia        |            |                    |            |    |    |                    |                    |                   |                   |                   |                   |                   |           |           |           |           |           |  |  |       |       |       |       |       |
|  | H1         | Toma Junior Popov  | 13         | 22                 |            |    |    |                    |                    |                   |                   |                   |                   |                   |           |           |           |           |           |  |  |       |       |       |       |       |
|  | H1         | Toma Junior Popov  | 13         | 22                 |            |    | C1 | Kunlavut Vitidsarn | 11                 | 11                |                   |                   |                   |                   |           |           |           |           |           |  |  |       |       |       |       |       |
|  |            |                    |            |                    |            |    |    |                    |                    |                   |                   |                   |                   |                   |           |           |           |           |           |  |  |       |       |       |       |       |
|  |            |                    | P1         | Viktor Axelsen     | 21         | 21 |    |                    |                    |                   |                   |                   |                   |                   |           |           |           |           |           |  |  |       |       |       |       |       |
|  | I1         | Chou Tien-chen     | P1         | Viktor Axelsen     | 21         | 21 | 21 | 21                 |                    |                   |                   |                   |                   |                   |           |           |           |           |           |  |  |       |       |       |       |       |
|  | I1         | Chou Tien-chen     |            |                    |            |    |    |                    |                    |                   |                   |                   |                   |                   |           |           |           |           |           |  |  |       |       |       |       |       |
|  | J1         | Kodai Naraoka      | 12         | 16                 |            |    |    |                    |                    |                   |                   |                   |                   |                   |           |           |           |           |           |  |  |       |       |       |       |       |
|  | J1         | Kodai Naraoka      | 12         | 16                 |            |    | I1 | Chou Tien-chen     | 21                 | 15                | 12                |                   |                   |                   |           |           |           |           |           |  |  |       |       |       |       |       |
|  |            |                    |            |                    |            |    | I1 | Chou Tien-chen     | 21                 | 15                | 12                |                   |                   |                   |           |           |           |           |           |  |  |       |       |       |       |       |
|  |            |                    | L1         | Lakshya Sen        | 19         | 21 | 21 |                    |                    |                   |                   |                   |                   |                   |           |           |           |           |           |  |  |       |       |       |       |       |
|  | K1         | Prannoy H. S.      | L1         | Lakshya Sen        | 19         | 21 | 21 | 12                 | 6                  |                   |                   |                   |                   |                   |           |           |           |           |           |  |  |       |       |       |       |       |
|  | K1         | Prannoy H. S.      |            |                    |            |    |    |                    |                    |                   |                   |                   |                   |                   |           |           |           |           |           |  |  |       |       |       |       |       |
|  | L1         | Lakshya Sen        | 21         | 21                 |            |    |    |                    |                    |                   |                   |                   |                   |                   |           |           |           |           |           |  |  |       |       |       |       |       |
|  | L1         | Lakshya Sen        | 21         | 21                 |            |    | L1 | Lakshya Sen        | 20                 | 14                |                   |                   |                   |                   |           |           |           |           |           |  |  |       |       |       |       |       |
|  |            |                    |            |                    |            |    |    |                    |                    |                   |                   |                   |                   |                   |           |           |           |           |           |  |  |       |       |       |       |       |
|  |            |                    | P1         | Viktor Axelsen     | 22         | 21 |    |                    |                    | Mecz o 3. miejsce | Mecz o 3. miejsce | Mecz o 3. miejsce | Mecz o 3. miejsce | Mecz o 3. miejsce |           |           |           |           |           |  |  |       |       |       |       |       |
|  | M1         | Loh Kean Yew       | P1         | Viktor Axelsen     | 22         | 21 | 23 | 21                 |                    | Mecz o 3. miejsce | Mecz o 3. miejsce | Mecz o 3. miejsce | Mecz o 3. miejsce | Mecz o 3. miejsce |           |           |           |           |           |  |  |       |       |       |       |       |
|  | M1         | Loh Kean Yew       |            |                    |            |    |    |                    |                    |                   |                   |                   |                   |                   |           |           |           |           |           |  |  |       |       |       |       |       |
|  | N1         | Li Shifeng         | 21         | 15                 |            |    |    |                    |                    |                   |                   |                   |                   |                   |           |           |           |           |           |  |  |       |       |       |       |       |
|  | N1         | Li Shifeng         | 21         | 15                 |            |    | M1 | Loh Kean Yew       | 9                  | 17                |                   | G1                | Lee Zii Jia       | 13                | 21        | 21        |           |           |           |  |  |       |       |       |       |       |
|  |            |                    |            |                    |            |    | M1 | Loh Kean Yew       | 9                  | 17                |                   | G1                | Lee Zii Jia       | 13                | 21        | 21        |           |           |           |  |  |       |       |       |       |       |
|  |            |                    | P1         | Viktor Axelsen     | 21         | 21 |    |                    |                    | L1                | Lakshya Sen       | 21                | 16                | 11                |           |           |           |           |           |  |  |       |       |       |       |       |
|  |            |                    |            |                    |            | 21 |    |                    |                    | L1                | Lakshya Sen       | 21                | 16                | 11                |           |           |           |           |           |  |  |       |       |       |       |       |
|  |            |                    |            |                    |            |    |    |                    |                    |                   |                   |                   |                   |                   |           |           |           |           |           |  |  |       |       |       |       |       |